# Jänschwalde
Jänschwalde, in lusaziano inferiore Janšojce, è un comune di 1 504 abitanti del Brandeburgo, in Germania.

Appartiene al circondario della Sprea-Neiße ed è parte dell'Amt Peitz.

## Storia
Nel 2003 vennero aggregati al comune di Jänschwalde i soppressi comuni di Drewitz e Grießen.

## Geografia antropica

### Suddivisioni amministrative
Il territorio comunale è diviso in 4 zone (Ortsteil):
- Drewitz / Drjejce
- Grießen / Grěšna
- Jänschwalde-Dorf / Janšojce
- Jänschwalde-Ost / Janšojce[senza fonte]

## Società

### Evoluzione demografica
| Anno | Abitanti |
| ---- | -------- |
| 1875 | 2 125    |
| 1890 | 2 261    |
| 1910 | 2 239    |
| 1925 | 2 196    |
| 1933 | 2 175    |
| 1939 | 2 160    |
| 1946 | 3 125    |
| 1950 | 2 985    |
| 1964 | 3 335    |
| 1971 | 3 255    |

| Anno | Abitanti |
| ---- | -------- |
| 1981 | 3 365    |
| 1985 | 3 181    |
| 1989 | 3 677    |
| 1990 | 3 501    |
| 1991 | 3 373    |
| 1992 | 3 390    |
| 1993 | 3 393    |
| 1994 | 3 304    |
| 1995 | 3 209    |
| 1996 | 3 104    |

| Anno | Abitanti |
| ---- | -------- |
| 1997 | 2 976    |
| 1998 | 2 877    |
| 1999 | 2 754    |
| 2000 | 2 807    |
| 2001 | 2 704    |
| 2002 | 2 522    |
| 2003 | 2 222    |
| 2004 | 2 109    |
| 2005 | 2 019    |
| 2006 | 1 963    |

| Anno | Abitanti |
| ---- | -------- |
| 2007 | 1 884    |
| 2008 | 1 828    |
| 2009 | 1 776    |
| 2010 | 1 751    |
| 2011 | 1 638    |
| 2012 | 1 585    |
| 2013 |          |

Fonti dei dati sono nel dettaglio nelle Wikimedia Commons..

## Amministrazione

### Gemellaggi
Jänschwalde è gemellata con:
- Iłowa